# Bách thanh đầu hung
Bách thanh đầu hung hay Bách thanh đầu nâu hoặc Bách thanh đầu bò (danh pháp hai phần: Lanius bucephalus) là một loài chim đông Á thuộc Họ Bách thanh (Laniidae).

## Mô tả
Loài này dài 19–20 cm. Con trống có chóp đầu màu nâu, lông mày trắng và mang mặt nạ đen. Lưng có màu nâu xám trong khi các cánh tối với một bản vá màu trắng. Hai bên sườn màu hung hung đỏ và phần còn lại của phần dưới màu hơi trắng với đường kẻ mịn. Con mái giống con trống nhưng có màu tương tự nhưng mờ hơn và nâu hơn với các mặt nạ màu nâu và không có vệt ở cánh màu trắng. Loài này có tiếng kêu ghê tai và khả năng bắt chước tiếng hót của các loài chim khác.
Nó sinh sản ở phía đông bắc Trung Quốc, Triều Tiên, Nhật Bản và đến nay đông Nga (Ussuriland, Sakhalin và quần đảo Kuril). Chim phía Bắc di cư về phía nam cho mùa đông với một sâu rộng vài miền nam Trung Quốc. Người lang thang đã được ghi nhận tại Đài Loan, Hồng Kông và Việt Nam. Chủng cô lập sicarius chỉ được tìm thấy ở vùng núi của tỉnh Cam Túc ở phía tây miền trung Trung Quốc.
Nó ưa thích môi trường sống mở như đất nông nghiệp và cạnh rừng. Nó cũng đến hay lui tới công viên và vườn tại các khu vực đô thị. Nó đậu trên một cành nhô ra, chờ đợi con mồi đi qua. Nó ăn chủ yếu là về côn trùng như bọ cánh cứng và dế, nhưng cũng ăn thằn lằn và động vật giáp xác.
Tổ được xây dựng giữa các bụi cây hoặc tre. Mỗi tổ có từ hai đến sáu quả trứng được đẻ. Chúng ấp trứng từ 14 đến 15 ngày và những con chim non đủ lông đủ cánh ra ràng 14 ngày sau khi nở.

## Tham khảo

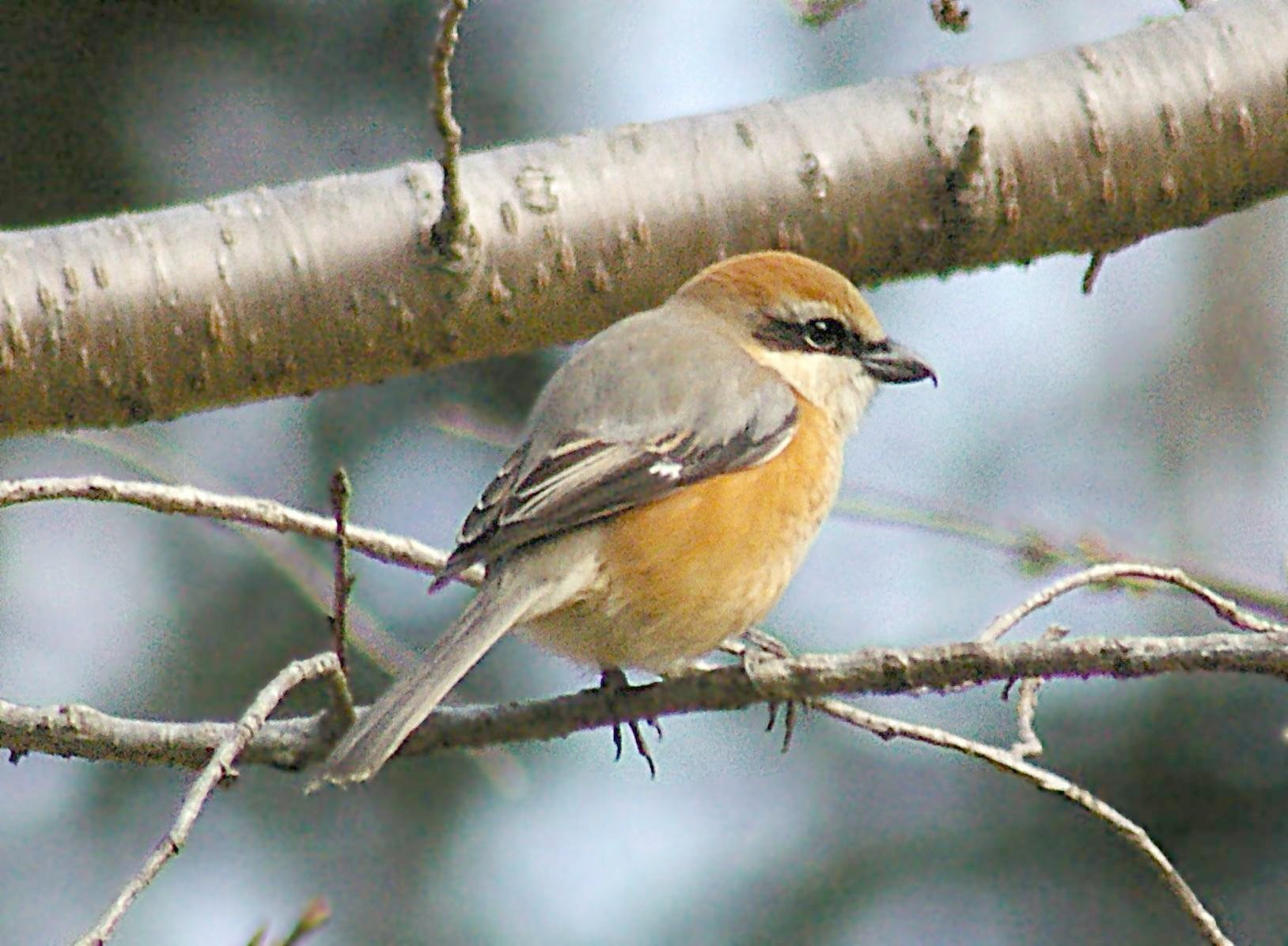
Ở Nhật Bản, mùa đông